# 天樞
天樞（拉丁文：α Ursae Majoris，縮寫為Alpha UMa或α UMa，英語為Dubhe/ˈdʌbiː/），雖然它只是大熊座這個星座的第二亮星，但因為是星群北斗七星之首，所以在拜耳命名法中被命名為α星。

## 恆星系統

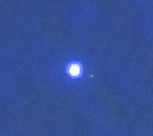
天樞A和微弱的伴星是一對聯星。

天樞是尋找北極的著名指標星群北斗七星（也稱為犁）的第一顆星，它與第二顆星天璇的連線指向北極星。
天樞距離太陽大約123光年。它是光譜聯星，兩顆星分別是天樞A和天樞B，較亮的天樞A是主星，在演化上是已經耗盡核心的氫而離開主序帶的巨星，光譜為K0IIIa。伴星，天樞B是一顆主序星，光譜為F0V。兩顆星在軌道上的平均距離約23天文單位，完成一次軌道的週期為44.4年。
在距離8弧分遠處還有另一對視星等為7等的光譜聯星，光譜類型為F8。它在星表上的名稱是HD 95638，但有時被稱為天樞C。
曾有報導宣稱天樞有千分之一星等的光度變化，並且已檢測到10種週期介於6.4小時和6.4天的逕向變化模式。
雖然它是大熊座的一顆星，但它不是在太空中有著共同運動的大熊座移動星群成員。

## 語源
α Ursae Majoris（拉丁文是Alpha Ursae Majoris）是天樞以拜耳命名法命名的名稱。
它的傳統名稱是Dubhe和Ak。Dubhe源自阿拉伯文，意思是熊 ，來自短語‎  大熊的背部。罕用的AK出自埃及，意思是眼睛。在2016年，國際天文學聯合會組織了IAU恆星名稱工作組（WGSN）對恆星的正確名稱進行編目和標準化，決定將傳統的名稱只賦予單獨的恆星，而不是整個恆星系統。WGSN 2016年7月的第一份公告包括由WGSN批准的前兩批名稱的表，確認Dubhe是專屬於天樞A的名字。
印度稱天樞為克拉圖，是神話中的七仙人之一。
在中國，北斗（Běi Dǒu）的意思是北方的勺子，相當於北斗七星這個星群。因此，中國也稱天樞（天之樞紐星）為北斗一：北斗七星的第一顆星。

## 其他文化
天樞在術數中，稱之為「貪狼」，《五行大義》引《黃帝斗圖》「一名貪狼，子生人所屬」，《北斗七星延命經》：「南無貪狼星。是東方最勝世界運意通證如來佛。」《北斗治法武威經》云：「第一天樞，名魁，字貪狼。」
天樞是猶他州的官方恆星
美國海軍的一艘艦艇USS Dubhe (ID-2562)，和丹麥國民警衛隊的海軍軍艦MHV806都以天樞為名，命名為杜布赫號（Dubhe）。